# Batulovce
Batulovce (cyr. Батуловце) – wieś w Serbii, w okręgu jablanickim, w gminie Vlasotince. W 2011 roku liczyła 795 mieszkańców.